# Huxley (cráter marciano)
Huxley  es un cráter situado en el cuadrángulo Hellas de Marte, localizado en las coordenadas 63,0°de latitud sur y 259,2° de longitud oeste. Tiene 107,0 km de diámetro y recibió su nombre en memoria de Thomas Henry Huxley (1825-1895). El nombre fue aprobado en 1973 por la Unión Astronómica Internacional (WGPSN).
| [[File:Wikihuxley.jpg\|1200px\|alt={{{Alt\|{{{descripción}}}]]                                                                                               |
| Cráter Huxley, fotografía de la cámara CTX a bordo del Mars Reconnaissance Orbiter. Zona central del cráter (El norte, hacia la izquierda de la fotografía). |